# إيرين فرانكلين
إيرين فرانكلين (بالإنجليزية: Irene Franklin) هي ممثلة أمريكية، ولدت في 1876، وتوفيت في 1941 في Lillian Booth Actors Home ‏ في الولايات المتحدة.

## وصلات خارجية
- إيرين فرانكلين على موقع IMDb (الإنجليزية)
- إيرين فرانكلين على موقع قاعدة بيانات برودواي على الإنترنت (الإنجليزية)
- إيرين فرانكلين على موقع قاعدة بيانات الفيلم (الإنجليزية)